# Juncus modicus
Juncus modicus là một loài thực vật có hoa trong họ Juncaceae. Loài này được N.E.Br. mô tả khoa học đầu tiên năm 1903.